# Maurice Mathieu
Maurice Mathieu (David-Maurice-Joseph, conde Mathieu de Saint-Maurice y de La Redorte; Saint-Affrique, Aveyron; 20 de febrero de 1768-París, 1 de marzo de 1833) fue un general francés.

## Biografía
Originario de una familia de Rouergue, fue hijo de un médico protestante. Su madre, nacida en Barrau de Muratel, se volvería a casar con el futuro miembro de la Convención, Louis Bernard de Saint-Affrique. 
Comenzó como cadete en el regimiento suizo de Meuron, al servicio de la Compañía de Indias, entre el 1 de abril de 1873 y el 17 de noviembre de 1785. Tras una etapa en las Indias, una vez retornado a Francia fue nombrado Ayudante General Jefe de Brigada el 13 de junio de 1795, pasando el 9 de septiembre de 1798 a ser General de Brigada, y siendo nombrado posteriormente General de División, el 17 de abril de 1799, para comandar inicialmente un cuerpo de 3500 hombres en Brest.
El 4 de abril de 1806 pasaría al servicio de José Bonaparte, rey de Nápoles. A partir de 1808 jugaría un importante papel en las Guerras Napoleónicas en España. El 26 de abril de 1810 fue nombrado Conde del Imperio, y en agosto de ese mismo año, gobernador de Barcelona y la Baja Cataluña.
Tras su regreso a Francia el 2 de noviembre de 1813, pasaría a ser Jefe del Estado Mayor de José Bonaparte en París el 7 de enero de 1814, y tras la defensa de la ciudad en marzo de ese año, sería nombrado Caballero de San Luis, el 1 de junio, y Caballero del Mérito Militar el 10 de noviembre de ese año. 
El 4 de agosto de 1815 se retiró a sus tierras. Fue nombrado Conde de La Redorte el 9 de abril de 1817, Par de Francia el 5 de marzo de 1819, y recibió la Gran Cruz de la Legión de Honor el 24 de agosto de 1820.
El nombre de Maurice Mathieu figura inscrito en el lado oeste del Arco del Triunfo de París.
- Datos: Q3017333
- Multimedia: David-Maurice-Joseph Mathieu de La Redorte / Q3017333